# Vladimir Shafranov
Vladimir Shafranov, rysk jazzpianist, född 31 december 1946, bosatt i Jomala på Åland.
Vladimir började spela piano och violin vid fyra års ålder. I början av 1973 flyttade han från sin hemstad Sankt Petersburg till Israel. Några år senare flyttade han till Finland och sedan 1980 är han finsk medborgare. Under sin tid i Finland spelade han med de bästa finska jazzmusikerna. 1983 gick flyttlasset till New York där Vladimir spelade med musiker som Art Farmer, Stan Getz, Chet Baker, George Coleman, Ron Carter, Dizzy Gillespie och Al Foster. Numera bor Vladimir i Jomala, på Åland, tillsammans med sin fru Lena. De har tre barn, Alexandra (f 92), Rebecca (f 97) och David (f 99). Han komponerar och släpper regelbundet skivor. Kända producenter är bland annat Kompass Records, Atelier Sawano och Venus Records.